# Dolna Wieś (Nysa)

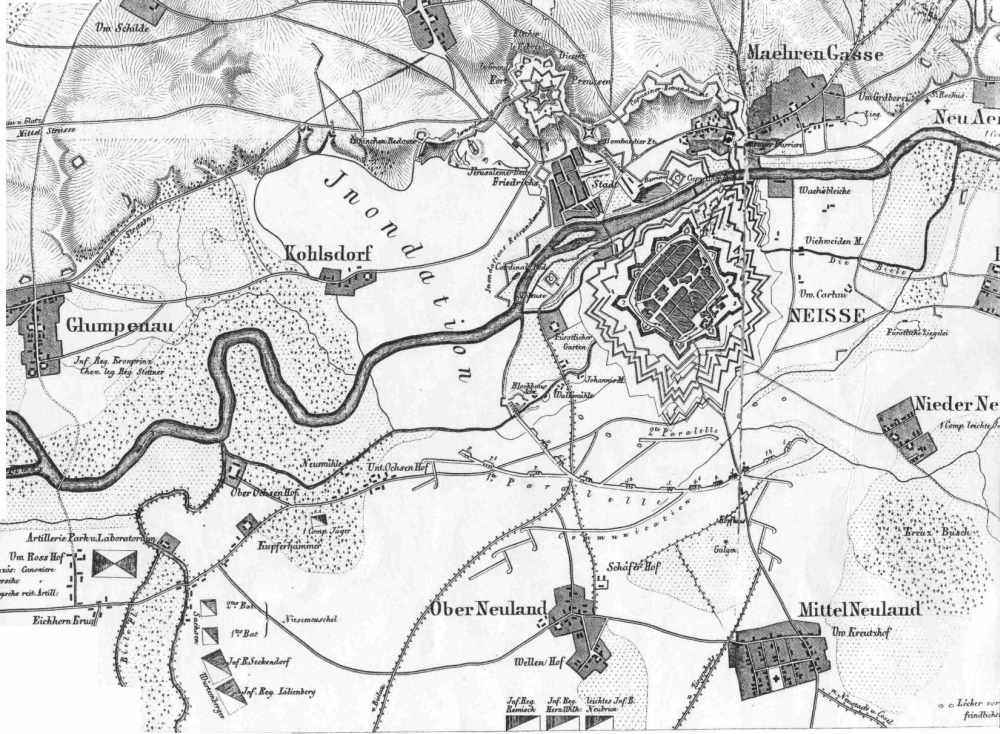
Plan von Neisse und Umgebung von 1807 (rechts Nieder Neuland)

Dolna Wieś (deutsch: Nieder Neuland, auch Nieder-Neuland oder Pfarrtheilig Neuland) ist ein Stadtteil der kreisfreien Stadt Nysa (Neisse) in der Woiwodschaft Opole in Polen.

## Geographie
Dolna Wieś liegt rund zwei Kilometer südöstlich der Stadtmitte von Nysa (Neisse) in der Nizina Śląska (Schlesische Tiefebene). Östlich fließt die Kamienica (Kamitz).
Nachbarorte von Dolna Wieś sind im Nordwesten die Innenstadt von Nysa, im Norden Konradowa (Konradsdorf) und im Süden Średnia Wieś (Mittel Neuland). 

## Geschichte
Nieder Neuland besteht seit dem 14. Jahrhundert.
Nach der Neuorganisation der Provinz Schlesien gehörte die Landgemeinde Nieder Neuland ab 1816 zum Landkreis Neisse, mit dem es bis 1945 verbunden blieb. 1845 bestanden 63 Häuser. Im gleichen Jahr zählte Nieder Neuland 425 Einwohner, allesamt katholisch. Für das Jahr 1865 sind belegt: 30 Gärtner- und 33 Häuslerstellen, 424 Einwohner, zwei Wirtshäuser, eine Schmiede und eine Taubenhändler. Eingeschult und eingepfarrt waren die Bewohner nach Neisse. 1874 wurde der Amtsbezirk Neuland gegründet, dem die Landgemeinden Altstadt-Neuland, Carlshof, Conradsdorf, Kupferhammer, Mittel Neuland, Pfarrtheilig Neuland und Wellenhof sowie die Gutsbezirke Carlshof, Mittel Neuland, Schäferei und Wellenhof und Wellenhof Colonie eingegliedert wurden.
1910 wurde Nieder Neuland in die Stadt Neisse eingemeindet.

## Söhne und Töchter des Ortes
- Karl Brückner (1904–1945), deutscher Politiker